# Asplenium perplexum
Asplenium perplexum là một loài dương xỉ trong họ Aspleniaceae. Loài này được Salgado mô tả khoa học đầu tiên năm 2005.
Danh pháp khoa học của loài này chưa được làm sáng tỏ. 